# Chorinsk
Chorinsk (in russo Хоринск?, in buriato Хори) è un villaggio della Russia asiatica, in Siberia Orientale. È situato nella Repubblica autonoma della Burazia e appartiene al rajon Chorinskij del quale è il centro amministrativo. Ha ricevuto lo status di insediamento rurale (сельское население) nel 1990.
Il villaggio si trova sul fiume Uda, 165 km a est di Ulan-Ude.